# Mittags-Schwertlilie
Die Mittags-Schwertlilie (Moraea sisyrinchium) ist eine Pflanzenart aus der Gattung Moraea in der Familie der Schwertliliengewächse (Iridaceae).

## Beschreibung

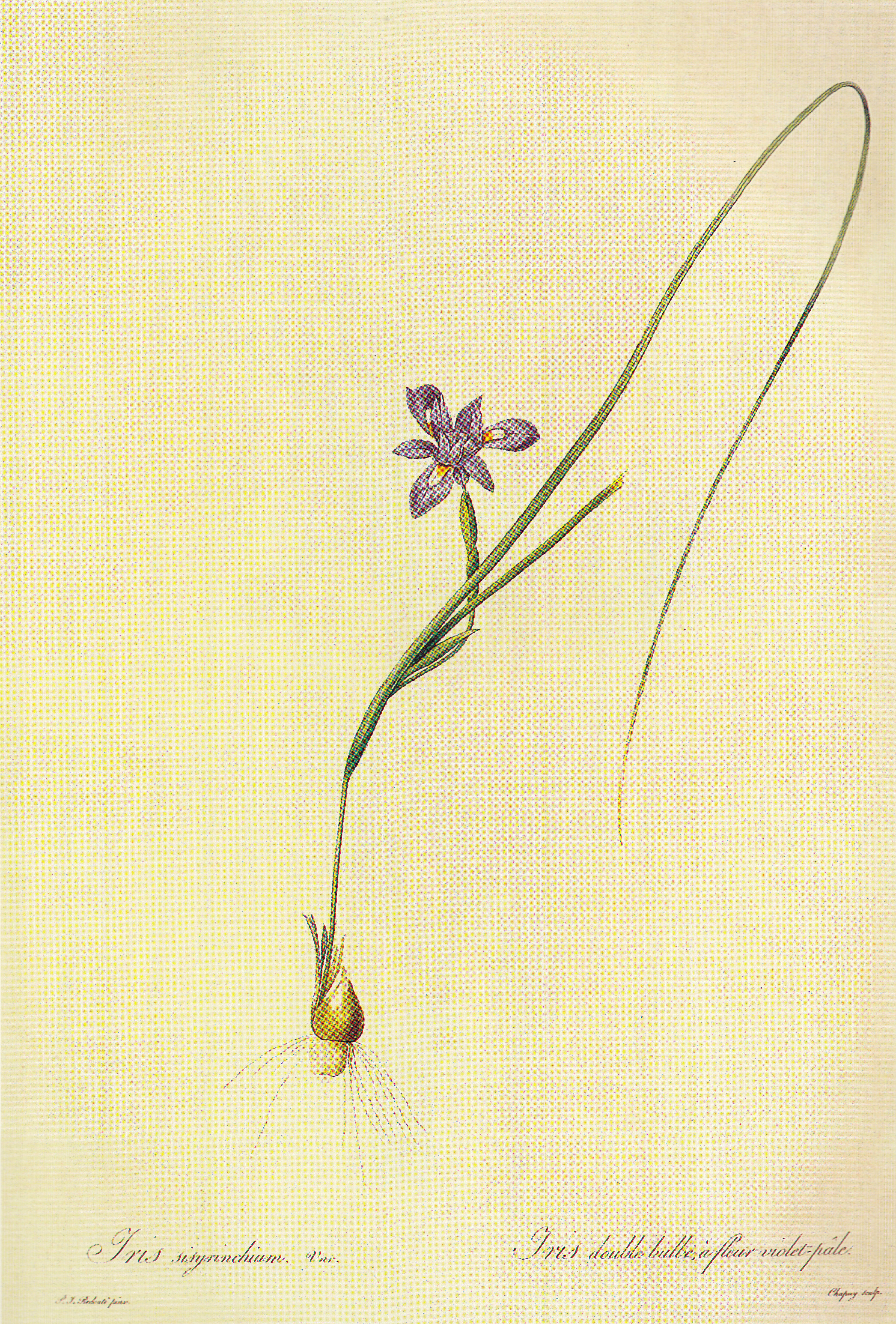
Illustration

### Vegetative Merkmale
Die Mittags-Schwertlilie ist eine ausdauernde krautige Pflanze. Als Überdauerungsorgan bildet sie eine unterirdische Knolle, die bei einem Durchmesser von 1,5 bis 3 Zentimetern kugelig ist und von einer faserigen Hülle umgeben ist. Die kahlen Stängel erreichen Wuchshöhen von 5 bis 40 Zentimetern.
Die einzeln oder zu zweit grundständig angeordneten Laubblätter sind in Blattscheide und Blattspreite gegliedert. Die einfache Blattspreite ist bei einer Länge von 10 bis 50 Zentimetern sowie einer Breite von 2 bis 7 Millimetern gerade oder gebogen, rinnig und rollt sich beim Trocknen ein.

### Generative Merkmale
Die Blütezeit reicht von März bis Mai. Der Blütenstand enthält meist mehrere Blüten. Die zwittrige Blüte ist dreizählig. Die Blütenhüllblätter sind blau bis violett und verwelken bereits nach wenigen Stunden wieder. Eine Kronröhre fehlt. Die drei zurückgebogenen äußeren Blütenhüllblätter haben einen weißen oder gelben Fleck, sind kahl, 2 bis 3,5 Zentimeter lang und 4 bis 10 Millimeter breit. Die drei aufrechten inneren Blütenhüllblätter sind etwas kürzer. Es sind zwei bis drei geschnäbelte Fruchtknoten vorhanden. Die drei Griffeläste sind schräg aufrecht, tief zweispaltig und 8 bis 20 Millimeter lang.
Die Chromosomenzahl beträgt 2n = 24, seltener 12 oder 48.

## Vorkommen
Die Mittags-Schwertlilie kommt im Mittelmeerraum und Vorderasien vor. Sie wächst in Macchien und Garriguen.

## Taxonomie
Die Erstveröffentlichung erfolgte 1753 unter dem Namen (Basionym) Iris sisyrinchium durch Carl Linné. Die Neukombination zu Moraea sisyrinchium (L.) Ker Gawl. wurde 1804 durch John Bellenden Ker-Gawler veröffentlicht. Ein Synonym für Moraea sisyrinchium (L.) Ker Gawl. ist beispielsweise Gynandriris sisyrinchium (L.) Parl.

## Belege
- Ehrentraud Bayer, Karl Peter Buttler, Xaver Finkenzeller, Jürke Grau: Pflanzen des Mittelmeerraums (= Steinbachs Naturführer. Band 17). Mosaik, München 1987, ISBN 3-570-01347-2, S. 254.